# Chrám Athény Niké

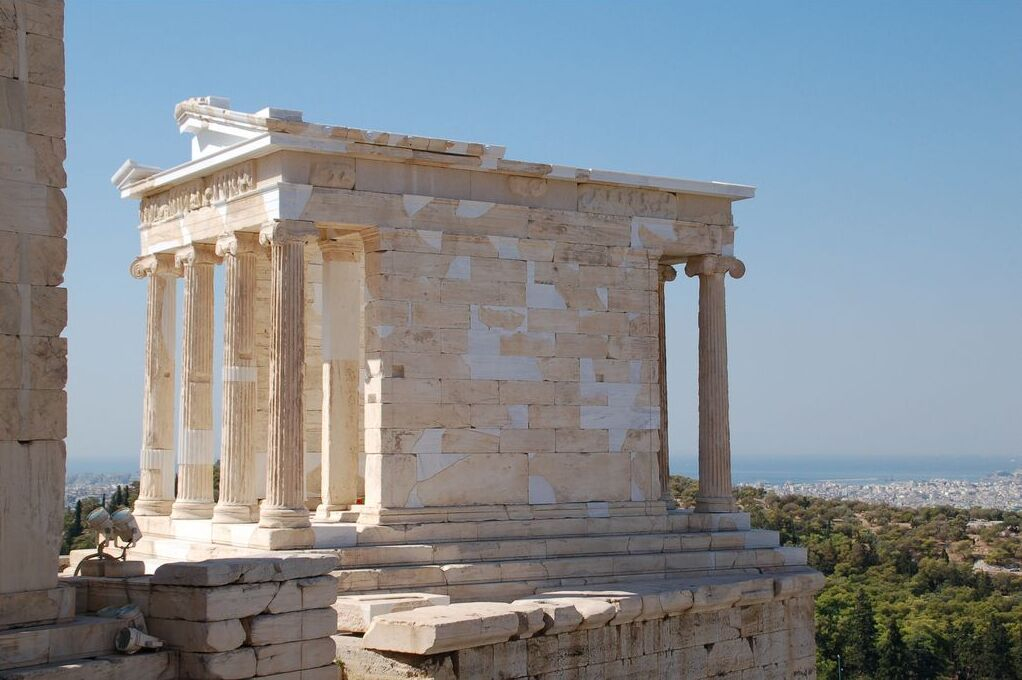
Chrám Athény Niké od severovýchodu po opravě.

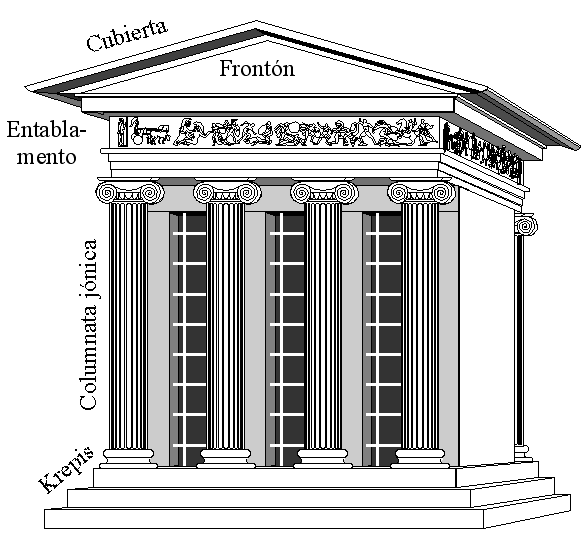
Rekonstrukce vzhledu chrámu Athény Niké

Chrám Athény Niké je malý starověký chrám na aténské Akropoli se čtyřmi jónskými sloupy po obou stranách (amfiprostylos).

## Popis
Stojí na místě jihozápadní bašty mykénských hradeb, z nichž část se zachovala nedaleko Propylejí. Místo mělo od pradávna strategický význam a sloužilo jako pozorovatelna a ochrana města před případným útokem, zejména od moře. Na tomto místě, zvaném také hrad (pyrgos), byla uctívána bohyně Níké. Existují poznatky o obětním oltáři, zasvěceném bohyním Níké a Hekate. Časem se Níké, uctívaná na Akropoli, stala v podobě přívlastku jména bohyně Atény bohyní celých Atén. Xoanom, dřevěná plastika bohyně, znázorňující ji s granátovým jablkem v jedné a přilbou v druhé ruce, byla nazvána Niké Apteros.
Stavba dnešního chrámu, stojícího na místě Peršany zničené svatyně (to bylo roku 480 př. n. l.) probíhala v letech 432 až 421 př. n. l. Na jeho návrhu se podílel, stejně jako na návrhu Partenónu, Kallikratés. Tento chrám byl postaven jako čtyřsloupový jónský amfiprostylos s délkou 8,27 m a šířkou 5,44 m, přičemž výška sloupů byla 4,66 m. Mezi jeho hlavní charakteristiky patří i to, že nemá vstupní síň.
Reliéfní vlys na východní straně představoval olympské bohy. Čestné místo mezi Diem a Poseidónem zaujímá Athéna, obklopená Afroditou, Erotem a bohyněmi Démétér a Persefonou. Na ostatních třech stranách vlysu jsou vyobrazeny boje Řeků s Peršany, Amazonek a Gigantů, ale i boje mezi řeckými kmeny navzájem. Reliéfy ze severní a západní strany se nacházejí v Britském muzeu v Londýně, přičemž na chrámu jsou umístěny jejich kopie. Roku 1687 Turci chrám zničili a materiál použili na stavbu opevnění. Naštěstí hlavní stavební články byly nalezeny a chrám byl z nich roku 1835 rekonstruován. Kvůli statickým problémům musela být stavba roku 1940 opět rozebrána a postavena znovu.
Koncem 5. století př. n. l. byla na třech vnějších stranách bastionu (severní, západní a jižní) postavena 1 m vysoká mramorová balustráda, vyzdobena ve spodní části velkolepými reliéfy. Pravděpodobně jsou dílem sochaře Kallimacha, Feidiova žáka. Ty se dnes nacházejí v Akropolském muzeu.